# Urszula Bobryk
Urszula Bobryk (16 stycznia 1959) – polska profesor sztuk muzycznych, prorektor Uniwersytetu Marii Curie-Skłodowskiej w Lublinie.

## Życiorys
Urszula Bobryk ukończyła z wyróżnieniem Akademię Muzyczną im. F. Chopina w Warszawie. W 1990 uzyskała tamże stopień doktor sztuk muzycznych oraz stopień doktor habilitowanej w 1994.
Od 1983 pracuje w Instytucie Muzyki na Wydziale Artystycznym Uniwersytetu Marii Curie-Skłodowskiej w Lublinie. W 1999 została powołana na stanowisko profesor nadzwyczajnej UMCS. Tytuł naukowy profesora otrzymała w 2002, a stanowisko profesor zwyczajnej w 2005. Na UMCS pełni bądź pełniła liczne funkcje. W 1985 objęła kierownictwo artystyczne Chóru Akademickiego. Od 1995 kieruje Zakładem Chóralistyki na Wydziale Artystycznym. W latach 2001–2005 sprawowała funkcję dyrektorki Instytutu Muzyki Wydziału Artystycznego. W 2005 objęła stanowisko dziekan Wydziału Artystycznego i pełniła je przez dwie kadencje do 2012. Od 2012 do 2020 Prorektor ds. Studenckich UMCS. Od 2015 członkini Rady Fundacji Akademickiego Centrum Kultury UMCS Chatka Żaka.
Jej główne zainteresowania badawcze obejmują wykonawstwo muzyki współczesnej polskiej i zagranicznej a cappella i wokalno-instrumentalnej. W swej działalności dyrygenckiej preferuje prawykonania polskich kompozytorów współczesnych.
Jest promotorką dwóch rozpraw doktorskich.

## Wyróżnienia
- Medal „Pro Ecclesia et Pontifice” nadany przez papieża Benedykta XVI
- Brązowy Medal Zasłużony Kulturze „Gloria Artis” (2009)[2]
- Medal Komisji Edukacji Narodowej[3]
- Złoty Krzyż Zasługi (2001)[4]
- Odznaka honorowa „Zasłużony dla Kultury Polskiej”[3]
- Nagroda Prezydenta Miasta Lublin za działalność artystyczną i kulturalną (dwukrotnie)[3]
- Nagroda Rektora UMCS (wielokrotnie)[3]